# 檜山沙耶
檜山 沙耶（ひやま さや、1993年〈平成5年〉10月27日 -  ）は、日本のフリーアナウンサー、防災士、元気象キャスター。気象キャスター時代はウェザーニューズに所属していた。愛称は「さやっち」「おさや」など。

## 略歴
茨城県水戸市出身。水戸市の公立小学校から茨城キリスト教学園中学校・高等学校に進学。一浪を経て立教大学経済学部に入学。
大学在学中は飯島ゼミに所属する。卒業後は会計事務所に勤務する一方で、大学在学時よりボイストレーニングを受けるなど声優を志望。声優養成所にも通っていたが、舞台の手伝いをしたときに知り合った田中真弓から「ナレーションのほうが向いていると思う」とアドバイスを受け、志望をキャスター方面へ転換する。
2018年7月、ウェザーニュースLiVEキャスターオーディションに応募し合格。気象キャスターとしてウェザーニューズに入社した。同期入社に駒木結衣がいる。
入社後の社内研修を経て、2018年10月15日、『ウェザーニュースLiVE・ムーン』に出演。駒木結衣と共に自己紹介、視聴者へのお披露目が行われ、10月17日『ウェザーニュースLiVE』にてキャスターデビュー。2018年11月8日『ウェザーニュースLiVE・コーヒータイム』で正式デビューとなった。なお、デビュー前の2018年9月18日にポッドキャスト『ウェザーニュースNG』に先行出演しており、お披露目放送の前であったことから檜山を「たなちゃん」、駒木を「なっかー」名義とし、最終面接での様子や研修時のエピソードなどを明かしている。
デビュー後は『ウェザーニュースLiVE・コーヒータイム』『ウェザーニュースLiVE・アフタヌーン』を主に担当。2018年12月からは担当を増やし『ウェザーニュースLiVE・サンシャイン』『ウェザーニュースLiVE・イブニング』を担当する。
2019年5月から、早朝の気象情報番組『BSフジ×ウェザーニュース』『ウェザーニュースLiVE・モーニング』を担当。以降、朝番組メインのキャスターとなる。
2020年9月から『ウェザーニュースLiVE・ムーン』を担当。同日に放送された特別番組「秋分の日スペシャル 実りの秋特集」では初のメインMCも務め、この頃より『ウェザーニュースLiVE・コーヒータイム』から『ウェザーニュースLiVE・ムーン』まで、昼夜の時間帯を主に担当する。
2022年9月、出身県である茨城県から同県の魅力を発信する「いばらき大使」を委嘱され、同大使に就任した。
2024年3月15日、『ウェザーニュースLiVE・ムーン』番組内にて、同年3月30日付でウェザーニューズを退職することを報告。最終出演は同日放送の『ウェザーニュースLiVE・イブニング』だった。同番組の同時接続数は常時10,000人を維持し、番組後半には23,000人を超えた。
2024年5月10日、B4NDを開設。その開設を知らせるXの引用ポストにて、現在はフリーアナウンサーであることが明かされた。
2024年6月5日、YouTubeチャンネルを開設。動画投稿前にもかかわらず、チャンネル登録者数が2日間で1万人を超えた。
2024年10月27日、irodori合同会社に所属することを発表した。
2024年12月、テニスプレーヤーの西岡良仁と結婚したことを発表した。

## 人物
性格は穏やかで周りを和ませてくれる人柄である。また、番組内でユニークな発言が多いことから天然と評されることがあり、本人は天然だと言われていることに対し「認めたくはない」として否定しているが、同キャスターである松雪彩花は檜山について「すごくそこがさやっちの良さだと思う、観ていて笑顔になれるから」と評している。その一方で自分に自信がないことや、物事を深く考えがちな傾向にあることを振り返っており、「自己肯定感が高くなく悩むことが多い」と述べている。
愛称は、お披露目放送にて「さやっち・さやちゃん・ひーちゃん・枝まりこ」の候補より視聴者投票が行われ「さやっち」に決定した。また他にファンが呼び始めたことで広まった「おさや」、
後輩である内田侑希(同じく元気象キャスター、現タレント)・大島璃音・戸北美月・小林李衣奈からは『さやさん』と呼ばれている。WEATHEROID Type A Airiからは「ぶっとびお姉さん」、また母からは「さやちん」とも呼ばれている。ウェザーニュースキャスター時代に同期であった駒木からのみ前述の中から「さやちゃん」と呼ばれた(駒木の方は彼女が退職した現在でも、思い出話をする際にこの愛称で呼んでいる)。退職後、一度だけ後輩の小林とインスタライブを行ったことがある。
一人っ子であり幼少期にテニスやピアノなどを習っている。学校の部活動は小学校では放送部、中学校では家庭部に所属していた。また犬好きであり、実家でロングコートチワワの「りき」とパピヨンの「ぱぴー」を飼っていた。
視力が悪く、出演時はコンタクトレンズを付けている。以前、結膜炎になった経験があり、その際は治るまでの間、メガネをかけて担当していた。
資格・免許は日商簿記検定2級を所有。
後述の通りマンガ好きであり、好きなキャラクターとして『鋼の錬金術師』のエドワード・エルリック、『鬼滅の刃』の我妻善逸、また好きな女性キャラクターとして『Fate/stay night』の遠坂凛を挙げている。
2023年7月6日、テニス選手の西岡良仁と交際していることを自身のSNS並びにウェザーニュースLiVEの番組にて明らかにした。女性週刊誌系ニュースサイトの週刊女性PRIME（主婦と生活社）はこれまでもウェザーニュースLiVEの出演者が番組内で結婚報告をする事例は多数あったものの、交際を報告したケースは初めてではないかとしている。これを巡っては同月4日にイギリスのオールイングランド・ローンテニス・アンド・クローケー・クラブで開催されたウィンブルドン選手権にて檜山と思われる女性が観客席に座っており、同選手権に出場していた西岡と談笑している様子が日本放送協会（NHK）などに国際配信している大会公式映像に映っていたことからインターネットや一部のメディアにて話題となっていた。
2024年12月、文春オンライン（文藝春秋）は西岡と結婚していたことを報じた。この事を受け、檜山はこの件について自身のYouTubeチャンネルにて「後日、きちんとした形でお伝えしたい」とコメントした。その後、同月19日に結婚したことを正式発表した。

### 趣味・嗜好
- アニメ・マンガに造詣が深く、『ARIA』を檜山の原点[47]、『3月のライオン』を人生の教科書となる作品と評している[37]。その他では『ゆるキャン△』[48]『ご注文はうさぎですか?』[49]『かぐや様は告らせたい』[50]『鋼の錬金術師』[37]『Fate/stay night』[39]『夏目友人帳』[37][51]『兄の嫁と暮らしています。』[52]『鬼滅の刃』[38]など幅広いジャンルを読んでいる。またマンガ好きの延長で聖地巡礼や、メイド喫茶通い、学生の頃は学校終わりにサイリウムを持って声優のライブにもよく足を運んでいた[53]。また、コスプレイヤーでもあり、自身のInstagramやウェザーニュース公式TikTokにおいて『ラブライブ!』の西木野真姫[54][55]、『シンデレラ』のパーラ＆スージーのスージー[56][55]、『涼宮ハルヒシリーズ』の涼宮ハルヒ[57]、『ヴァイオレット・エヴァーガーデン』のヴァイオレットを自前の衣装で披露している[58]。他にも母によりヴァイオレットの髪型を結ってもらい、出演したことがある。
- 好きなアーティストとして柴田淳[59]、乃木坂46[注 6] [49]や、中森明菜や工藤静香など、1980年代のJ-POPも挙げている[60]。とりわけ柴田淳は小学生の頃からのファンであり、番組中にTwitterで相互フォローとなった事を報告した際には、感極まって泣いてしまいそうと目を潤ませるほどであった[59][61]。
- この趣味により2021年2月に公開された映画『ARIA The CREPUSCOLO』の完成披露舞台挨拶ではMCを務めたほか[62]、2021年4月の暁佳奈作『春夏秋冬代行者』の発売推薦コメントに寄稿[63]など、アニメ界での活躍も見られるようになる。
- 将棋に興味があり、YouTubeで女流棋士の山口恵梨子や[64]、香川愛生とコラボしている[65]。これにより、香川が監修する『永世乙女の戦い方』単行本7巻では推薦コメントを顔写真付きで掲出している。
- 2021年12月にアパレルブランド「KANGOL REWARD」とコラボレーションを行い、檜山のサインが入ったアパレル商品が発表された[66][注 7]。
- 2022年2月に同期入社の駒木と共にヴィレッジヴァンガードとコラボレーションを行い、期間限定でグッズのネット販売が行われた[67]。
- 2022年にファンから人気漫画『SPY×FAMILY』のヨルのコスプレを求められるようになった。本人が躊躇していたところ、先にウェザーニュースの先輩である山岸愛梨がヨルのコスプレを行うと、それを見て檜山自身もコスプレすることを決める[68]。
  - 後日実際にコスプレした写真がツイッターやインスタグラムに上げられると、ファンから「サヤ・フォージャー」もしくはヨルのコードネームと出身地を掛け合わせて「いばらき姫」とも呼ばれ、15.5万の「いいね」が付いた。また、田口尚平（元テレビ東京）や石井奏美（西日本放送）といったアナウンサーからも賞賛の声があった。この時は母方の従兄弟に撮影を依頼し、約1500枚撮影したという[68][69]。
- ポケットモンスターの熱烈なファンとしても知られている。2022年9月にはウェザーニューズとポケモンのコラボイベントが実現し、檜山がMCを務めた[70]。
- 2022年11月には、2年連続で「KANGOL REWARD」とのコラボレーションを行い、今回は同期の駒木とともに『パーカー』をともに製作した[71]。檜山と駒木それぞれの名前を繋げたコラボサインや2人が出会った日付が刺繍されている[72]。
- 家電製品の音声を担当することが「長年の夢」であった。2023年2月には、シャープのカスタマイズ音声サービス「COCORO VOICE」にて、檜山のナレーションによる同社の空気清浄機『プラズマクラスター』用の差し替え音声が販売されることになり「長年の夢がかなってすごくうれしい気持ち」とコメントしている[73]。

## エピソード
- オーディションでは、始めたばかりのアコースティックギター[注 8]を持参し、ドレミの音階を弾き始めた時、ミの代わりにファ、レの代わりにラやド♯と弾き間違った後、1オクターブの音階を弾き終えた。その光景をチューニングだと思っていた面接官だったが、音階だけを弾き終えると曲を弾くことなくギターを置き「みなさま拍手でお願いします」と面接官に言い放った檜山に意表を突かれ、大きな笑いが起きた[74]。後日、なぜ弾けないギターをオーディションに持ってきたのかについて「等身大の自分を見せたかった。出来ない自分を認めてあげることは大事なことだと思います」と述べている[75]。

## 社会的評価
2022年春にある大手広告代理店が視聴者3,000名に対して行った「好きなお天気キャスター」のアンケート調査において2位になったことが同年6月に写真週刊誌『FLASH』（光文社）から報じられた。2023年に行われた同調査では1位になった。後述のバラエティ番組を除き、地上波テレビ放送での出演がないにも関わらず、同アンケートの上位にランクインしたのは異例である。また、2024年の同調査では彼女のことを「お天気キャスターとしては引退状態にある」と評された。なお、この年は彼女と同期の駒木が同社内では最上位の4位にランクされた。タレントのふかわりょうも、檜山を高く評価しており、2024年7月放送の『呼び出し先生タナカ』（フジテレビ制作）などで共演している。

## 現在の出演番組

### テレビ
- こんびず!〜コンテンツ×ビジネス情報局〜（2024年10月15日 - 、BS日テレ）- MC、毎月第3火曜23時放送[80]

### ラジオ
- 檜山沙耶のアニウラ〜アニメの裏側を覗く〜（2024年10月7日 - 、文化放送）[81]
- 檜山沙耶 茨城の魅力が目に入らぬかっ！ラジオ（2024年11月8日・2025年5月6日、文化放送） - 不定期放送[82]

## 過去の担当・出演番組

### ウェザーニュースLiVE
- ウェザーニュースLiVE・モーニング - 2019年5月17日 - 2023年10月21日
- BSフジ×ウェザーニュース（5時-5時30分） - 2019年5月17日 - 2023年10月21日
- ウェザーニュースLiVE・サンシャイン - 2018年12月8日 -
- ウェザーニュースLiVE・コーヒータイム - 2018年11月8日 - 2023年8月5日
- ウェザーニュースLiVE・アフタヌーン - 2018年11月18日 - 2024年3月26日
- ウェザーニュースLiVE・イブニング - 2018年12月11日 - 2024年3月30日
- ウェザーニュースLiVE・ムーン - 2020年9月22日 - 2024年3月29日
- ウェザーニュースLiVE・ミッドナイト - 2020年7月8日 - （令和2年7月豪雨に伴い25時 - 28時（翌日4時）までを担当）

- 2018年10月17日 - 『ウェザーニュースLiVE』で16時-17時を担当しキャスター初出演。
- ウェザーニュースLiVE（16:00-17:00）（2018年10月18日 - 2018年11月30日）[注 11]

### バラエティ
- チマタの噺（2020年11月25日、テレビ東京） - ふかわりょうの気になるチマタ[83]。
- 【R指定アニメ!】生放送スペシャル!（AT-X）
  - 「ARIA」シリーズ（2021年12月18日） - ゲスト[84]
  - 「かげきしょうじょ!!」特集（2022年2月27日） - MC [85]
  - 「薄桜鬼」シリーズ特集（2022年3月27日） - MC [86]
  - 「ばらかもん」特集（2022年7月30日） - MC [87]
- 週刊さんまとマツコ（2022年1月16日 TBS） - ウェザーニューズの人気お天気キャスターとして武藤彩芽、内田侑希と出演[88]。
- Club AT-X 夜NA夜NAサタデー 22時のおやつ（2024年6月1日 AT-X）- ゲスト
- 土曜はカラフル!!!（2024年6月22日 TOKYO MX）- ゲスト[89]
- 呼び出し先生タナカ（2024年7月22日 フジテレビ）- ゲスト[79]

### 配信
- ライトノベルニュース ファンタジア文庫天気予報（2021年4月30日 - 5月4日、KADOKAWAanime〈YouTubeチャンネル〉） - ドラゴンマガジン&ファンタジア文庫紹介動画[90]
- ボカコレステーション（ニコニコ生放送 ）
  - 〜Road to 2021 Autumn〜（2021年7月30日・9月3日・10月1日 ） - MC[91][92][93]。
  - 〜2021 Autumn〜【Day3】（2022年10月10日 ） - コーナーMC[94]
- いばキラTV
  - イバネットひより第4弾（2021年11月30日 - ） - 茨城県公式VTuber 茨ひよりとコラボ[95]
  - イバラキセンス・おうちで物産展～夏の緊急特番（檜山沙耶×オスペンギン）（2022年6月17日 - ）
  - 檜山沙耶が好きをとことんしゃべるLIVE（初回のゲストはオスペンギン）（2022年11月18日 - ）
  - イバラキセンス・おうちで物産展～年末視聴者感謝祭（檜山沙耶×じゅんいちダビッドソン）（2022年12月2日 - ）
  - いばらきの地酒×檜山沙耶～さやっちと楽しむ地酒バー～（檜山沙耶×オスペンギン×真野遥（料理研究家））（2023年2月22日）
  - 【檜山沙耶、ときどき茨城】
- 【生配信】檜山沙耶、ときどき茨城〜焚き火でまったり配信〜（2023年6月27日配信）
- ソロキャンプに初挑戦（2023年8月22日）
- 【生配信】檜山沙耶、ときどき茨城～ゲーム配信やります～（2023年10月11日配信）
- 初見でゲームをやってみた（2023年11月30日）[注 12]
- 【生配信】檜山沙耶、ときどき茨城～お正月気分でこたつ配信～（2024年1月8日配信）
- 【生配信】檜山沙耶、ときどき茨城～郷土料理「つけけんちん」作りに挑戦～（2024年2月20日配信）
- 【生配信】檜山沙耶、ときどき茨城～家飲み風配信～（2024年5月16日配信）
- 【生配信】檜山沙耶、ときどき茨城～秋の味覚でまったり配信～（2024年9月3日配信）
- 【檜山沙耶、ときどき茨城】笠間ではじめての栗拾い（2024年10月4日）[注 13]

- 【茨城県】檜山沙耶と学ぶ!地震災害に対する備えと教訓 <本編>（2022年3月1日 - 、茨城県防災・危機管理課）[96]
- アダストリアのアパレルブランド「GLOBAL WORK WEATHER NEWS」お天気キャスター（2022年5月26日 - 2022年6月第4週）[97]
- ウェザーニュース×ポケモン 中秋の名月解説動画（2022年9月2日、ポケモン）[70]
- ニンテンドーみんなのチャレンジ（2022年10月11日[98][99] - 2024年、任天堂 公式チャンネル〈YouTubeチャンネル〉）
- ホロライブのそれテストに出ますか?（2022年11月23日 - 、ホロライブ公式ファンクラブ）[100]
- hololive SUPER EXPO 2023 DAY1 フリーステージ（2023年3月18日）- 進行 [101]
- SHIBUYA ANIME BASE（ABEMA）、2024年5月17日配信分 ゲスト出演

### その他
- 週刊少年マガジン 2022年第33号（2022年7月13日）巻頭グラビア - 『シャングリラ・フロンティア〜クソゲーハンター、神ゲーに挑まんとす〜』とのコラボレーション[102][103]
- BuzzFeed Japan Vol.05 表紙（2022年9月）[104]
- 一日通信指令課長 茨城県警（2023年1月11日・2024年1月10日）[105][106]
- 龍が如く8（2024年1月26日発売、セガ制作、PlayStation 5・PlayStation 4・Windows・XSX/S・XOne） - 沙耶 役[107]

## 書籍
- ブルーモーメント（2022年1月21日、ワニブックス、ISBN 978-4-8470-7136-2）[108][109]